# شعب الشباطي (حزم العدين)

تعديل مصدري - تعديل

شعب الشباطي محلة تابعة لقرية عبر، التابعة لعزلة يريس بمديرية حزم العدين إحدى مديريات محافظة إب في الجمهورية اليمنية، بلغ تعداد سكانها 31 حسب تعداد اليمن لعام 2004.